# Bezenškovo Bukovje
Bezenškovo Bukovje – wieś w Słowenii, w gminie Vojnik. W 2018 roku liczyła 116 mieszkańców.